# 圣玛窦广场
44°24′30.05″N 8°55′58.85″E / 44.4083472°N 8.9330139°E

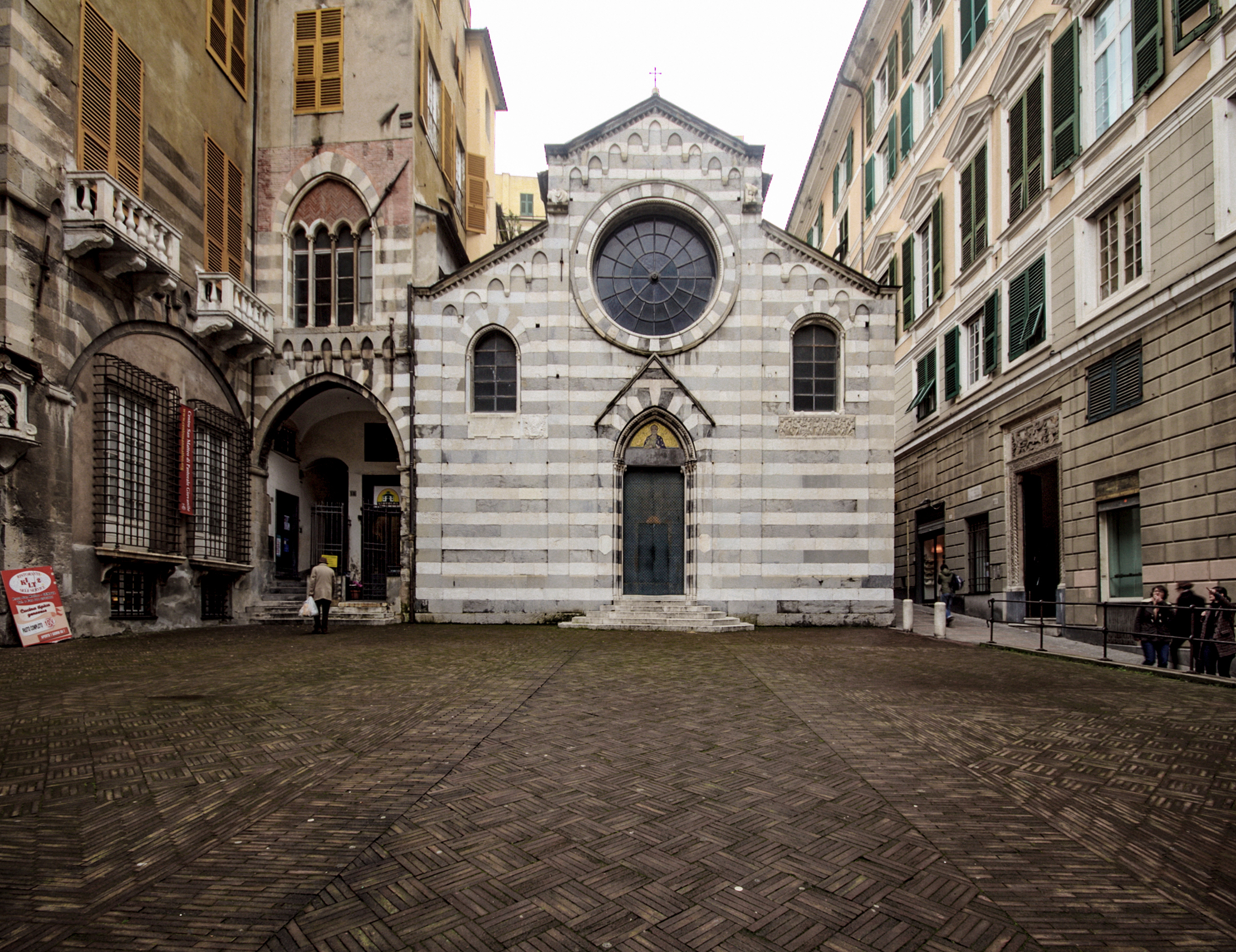
圣马特奥广场西南侧

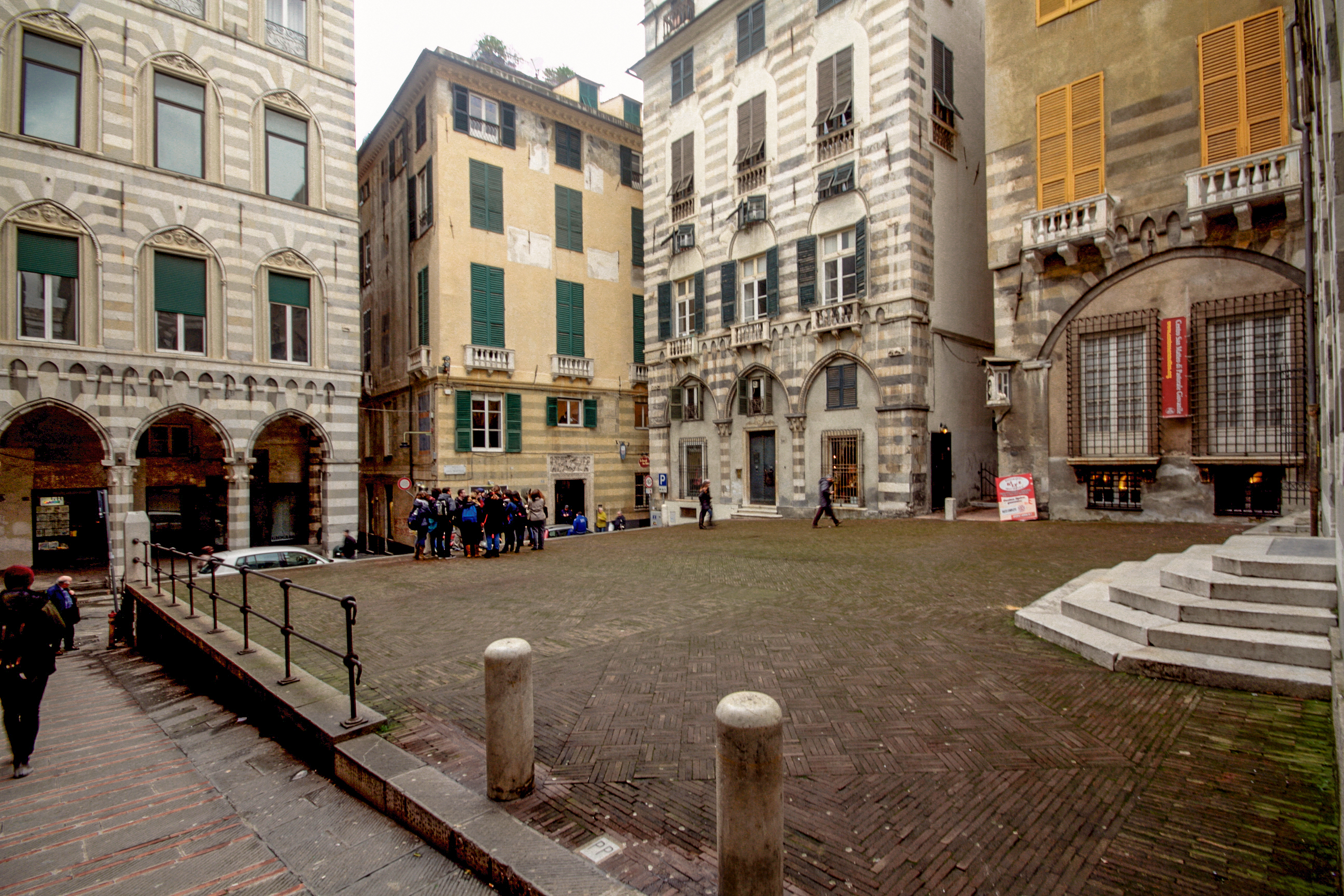
圣马特奥广场北侧

圣玛窦广场（piazza San Matteo）是意大利热那亚老城区的一个广场，与中心广场费拉里广场步行距离可达，由短短的圣玛窦斜坡（salita San Matteo）相连。圣玛窦堂在1278年重建时，基本上保留其原貌。环绕广场的是属于该家族的几栋建筑，特点是白色和黑色的条纹，营造令人回味的中世纪环境。
俯瞰广场的圣玛窦堂曾是这个贵族家庭的私人小堂。虽然后来成为堂区，但今天院长的任命仍取决于业主，多利亚家族的继承人。
第一个供奉圣玛窦的教堂建于约1125年，本笃会会士马蒂诺·多利亚也属于这个贵族家庭。供奉圣玛窦与家族的职业收税官有关，因此多利亚以其为主保圣人。